# Осипов, Андрей Владимирович
Андре́й Влади́мирович О́сипов (род. 10 августа 1960) — российский режиссёр документального кино. Заслуженный деятель искусств Российской Федерации (2018). Лауреат премии Правительства Российской Федерации (2005)

## Биография
В 1982 году окончил Одесский политехнический институт. С 1993 по 1995 годах учился на Высших курсах сценаристов и режиссёров в Москве (мастерская Евгения Ташкова).
- Лауреат отечественных и международных кинофестивалей
- Лауреат Национальных кинематографических премий «Ника» (2001, 2004, 2015, 2019)
- Лауреат Национальных кинематографических премий «Золотой Орел» (2004, 2023)
- Лауреат Национальных премий в области неигрового кино и телевидения «Лавровая ветвь» (2002, 2015)
- Лауреат Международной Волошинской премии «За вклад в культуру» (2015)
- Лауреат Царскосельской художественной премии (2018)
- Лауреат премии Министерства Обороны РФ в области культуры и искусства (2021)
- Лауреат Медали имени Михаила Чехова «За выдающиеся достижения в области кинематографии и театрального искусства» (2021)
- Художественный руководитель киностудии «Риск»
- Профессор, руководитель мастерской режиссуры неигрового фильма (совместно с Т. П. Юриной) во Всероссийском государственном университете имени С. А. Герасимова (ВГИК)

## Творчество
По признанию Андрея Осипова, крымский период, во время которого произошло знакомство с Домом Волошина и поэзией Серебряного века, оказал большое влияние на его будущую кинобиографию: «энергетическая подпитка», полученная в Коктебеле, помогла найти темы для работы в кинодокументалистике.
Кинодебют Осипова состоялся в 1994 году, когда он снял фильм «Поединок». Через три года на экраны вышла его лента «Голоса», получившая ряд наград и отмеченная на фестивалях (Гран-при кинофестиваля неигрового кино «Россия» в Екатеринбурге (1997), Приз «Золотой шпиль» на XXXXII МКФ в Сан-Франциско, США, Гран-При I международного фестиваля документальных фильмов в Тайбее, Тайвань, Гран-При «Скифский олень» за лучший фильм на XXVIII МКФ «Молодость», Киев, «Приз Европы» на международном телефестивале в Берлине (1998) и др.)[1].

Особое внимание кинокритиков привлекли снятые Андреем Осиповым картины «Et cetera» (Гран-при VII МКФ короткометражных фильмов в Драме, Греция, приз «Серебряная звезда» на МКФ «Worldfest» в Хьюстоне, США и др.), «Голоса» (1997) (Специальный приз жюри на XXXIII МКФ в Карловых Варах, Чехия и др.), «Охота на ангела, или Четыре любви поэта и прорицателя» (Национальные премии «Ника» и «Золотой орёл» 2002, приз «Слон» Гильдии кинокритиков и киноведов России на фестивале «Литературы и кино» в Гатчине и др.), «Страсти по Марине» (Национальная премия «Ника» 2004 и др.), «Коктебельские камешки» (Национальная премия «Ника» 2014 и др.), "Восточный фронт (Приз «Слон» гильдии киноведов и кинокритиков на XXIII Международном кинофестивале «Сталкер» и др.), «Параджанов Тарковский Антипенко. Светотени.» (Национальная премия «Ника» 2018 и др.), «Фаза Луны» (Национальная премия «Золотой Орёл» 2023 и др).
Драматург и критик Леонид Гуревич отметил: «Есть какой-то магический момент в том, что Главный приз фестиваля „Россия“ в Екатеринбурге (1997) получил фильм под названием „Голоса“. Режиссер Андрей Осипов снял по сценарию Одельши Агишева фильм о Максимилиане Волошине, его друзьях и любимых, его коктебельском доме. В конечном счёте — о его судьбе. Авторы говорят о голосах, вечно звучащих в коктебельском „замке“ и его окрестностях. Голоса звучат и в фильме — голоса красных комиссаров и офицеров контрразведки, поочередно врывающихся в дом; голоса Волошина и его матери, Черубины де Габриак и Марины Цветаевой… Игровик по образованию, Андрей Осипов ставит в звуке за кадром целые сцены, конфликтные столкновения, делая это весьма умело. Фильм „Голоса“ — это история душевных связей, любви и тепла, прорывающихся даже сквозь смерть».
Подтверждением большого интереса к фильму «Охота на ангела…» (Национальные премии «Ника» и «Золотой орёл», 2002) был ажиотаж в день премьеры, состоявшейся в Доме кино. По свидетельству киноведа Александра Дерябина, зал оказался переполненным; зрители, не сумевшие приобрести билеты, разместились на ступеньках; финал сопровождался аплодисментами. Киновед, назвав в числе достоинств картины то, что она является «зрительской», одновременно отметил, что восприятие ленты усложняется «сверхплотностью» действия; ей не хватает пауз.
Кинокритик Виктор Матизен, анализируя фильм «Охота на ангела» Андрея Осипова, обратил внимание на своеобразный режиссёрский приём, применяемый в картине: о чувствах и настроении главного героя рассказывается с помощью фрагментов игрового немого кино начала XX века. По словам Матизена, кинобиография Андрея Белого рассчитана на образованного зрителя; это суждение является ответом на отзыв киноведа Яна Левченко, заметившего, что «изысканность и прихотливость» происходящего на экране сложны для восприятия неподготовленной аудитории.

Литературовед Валентин Курбатов, впервые увидевший фильм об Андрее Белом на кинофестивале «Послание-2002», назвал работу Андрея Осипова «виртуозной»; в то же время рецензент признал, что с определённого момента экранный образ Андрея Белого начал превращаться в «изящный призрак», как будто кинематограф решил рассчитаться с его символической жизнью символическим же образом, нечаянно отомстив поэту его собственным оружием. Оказалось, что жизнь, вписанная в слишком чистый приём, перестаёт быть жизнью. 
Несмотря на то, что «Страсти по Марине» (Национальная премия «Ника», 2004) получили ряд других важных наград на форумах и фестивалях, представители литературного и кинематографического сообщества России восприняли картину неоднозначно. К числу тех, кто доброжелательно оценил новую работу Осипова и Агишева, относился литературный критик Лев Аннинский. Анализируя фильм, Лев Александрович сравнил мятежность Цветаевой с одержимостью некоторых героев Достоевского. «Судьёй жизни» Цветаевой Аннинский назвал её сына Мура, который, отстраняясь от опеки и безоглядной любви матери, сказал, что она никогда не напишет так, как чтимые им Маяковский и Асеев, и тем самым вынес Марине Ивановне смертельный приговор[1].
Режиссёр Сергей Урсуляк, входивший в состав жюри Открытого фестиваля документального кино «Россия» (Екатеринбург, 2004), сообщил, что из биографических фильмов он выделил «Страсти по Марине», потому что это «высококультурное, высокохудожественное кино», сделанное профессионалами. Оценки, выставленные членами жюри, не позволили фильму Андрея Осипова получить Гран-при (его вручили ленте Павла Костомарова и Антуана Каттина «Мирная жизнь»). Однако «Страсти по Марине» вызвали на фестивале большой интерес у публики и были удостоены приза зрительских симпатий. Урсуляк отметил, что не считает эту картину безупречной, но её достоинство заключается в том, что «там есть очень мощный замысел»[2].

Киновед Андрей Шемякин считает, что режиссёрский цикл о поэтах Серебряного века представляет собой «особое, уникальное в своём роде явление, где очень сложно соотнесены законы документального и научно-популярного кино». Пётр Багров причисляет к достоинствам работ Осипова «внятность изложения истории».
Виктор Матизен видит в его трилогии о поэзии «классический образец просветительского кино»: «Сами по себе художественные средства, которыми пользуется автор фильма, традиционны, но нетрадиционно их применение. К примеру, в фильме „Голоса“ мы слышим давно умерших людей, когда-то живших на даче Максимилиана Волошина. Казалось бы, обычная игровая реконструкция, — но не совсем. Возникает атмосфера то ли спиритического сеанса, широко распространённого в то время в определённых кругах, то ли „дома с привидениями“.

Картина „Коктебельские камешки“ (Национальная премия „Ника“, 2015) — это летопись Серебряного века отечественной поэзии, история маленького поселка Коктебель на берегу моря в Крыму, история легендарного, загадочного Дома Волошина. Смотреть этот фильм — одно удовольствие. Хочется аплодировать Андрею Осипову и автору сценария Одельше Агишеву снова и снова. Истории в фильме, как коктебельские камешки, складываются в яркую мозаику, раскрывающую перед нами литературную историю Коктебеля. Историю маленького клочка земли, загадочным образом ставшего меккой для величайших людей прошлого столетия.» (Варвара Семилетова о фильме «Коктебельские камешки»)

Фильм «Восточный фронт» (Главный приз в конкурсе неигрового кино на XXVI фестивале российского кино «Окно в Европу», Выборг, Гран — при XI Всероссийского открытого фестиваля документального кино «Соль земли», Самара, Приз «Слон» Гильдии киноведов и кинокритиков на XXIII Международном кинофестивале о правах человека «Сталкер», Москва и др.) — монтажный фильм о второй мировой войне. "В официальной аннотации написано лаконично: «Фильм показывает войну глазами немецких солдат. Это рассказ о судьбоносной роковой ошибке выбора, который стал причиной самой жестокой войны за всю историю человечества». Концепция фильма, вероятно, идет несколько дальше, чем размышления о беде и вине немецкого народа и его сожалениях о трагической ошибке. Амнезия культурного человечества — источник любой войны, эту идею Михаил Ромм сформулировал еще в середине 1960-х годов, гораздо более сложных, чем наше расслабленное либеральное время: «Свастики меняются, но ведь существо остается тем же». (Максим Казючиц «Колокол», журнал «Искусство кино» 2019) 
«Параджанов Тарковский Антипенко. Светотени» (Национальная премия «Ника», 2018) — поэтическое киноэссе на стихи Арсения Тарковского раскрывает тайну судьбы и творчества трех выдающихся художников — Сергея Параджанова, Андрея Тарковского, Александра Антипенко. «Андрей Осипов снял фильм внежанровый, не документальный, не игровой. Практически все картины Осипова — на стыке документального и научно-популярного кино. Фильм построен на изобразительных ассоциациях, метафорах, живописных образах, игре света и теней. Оператор Сергей Зубиков снял тонко и точно старый заброшенный дом и ветер, пробирающийся сквозь кустарник — как в „Зеркале“. Лес в снежном кружеве. Мальчишка, смотрящий из окна на это зимнее чудо. Копна желтых листьев. Дождь, зеленая поляна. Деревья, словно утонувшие в озере. И снова дождь, и „плачущие“ деревья. Ширь реки с заснеженными берегами. Горящие в печи дрова.» (Анна Павлова «Экран и сцена», «Живите в доме, и не рухнет дом… 2022») 
В фильме «Фаза Луны» (Национальная премия «Золотой Орёл», 2023) режиссёр задается вопросом, перенесли ли мы из прошлого, из 30-50-х годов прошлого века в нашу повседневную жизнь характер, привычки и ценности того времени? Изменил ли прожитый отрезок нашу культурную идентичность?" 
"Осипова ошибочно принимают за режиссера документального кино. И даже он сам часто так думает. На самом деле у него совершенно игровая природа творчества. Он умеет делать хорошее кино и для телевидения, и для большого экрана, для кого угодно. Он такой уникум, который никогда не пропадет. Осипов для меня пример настоящего, истинного художника, который не спокоен, который предъявляет к себе больше требований, чем к окружающим, который любит своих героев и никогда не подставит их в угоду сиюминутным веяниям или выгодам."

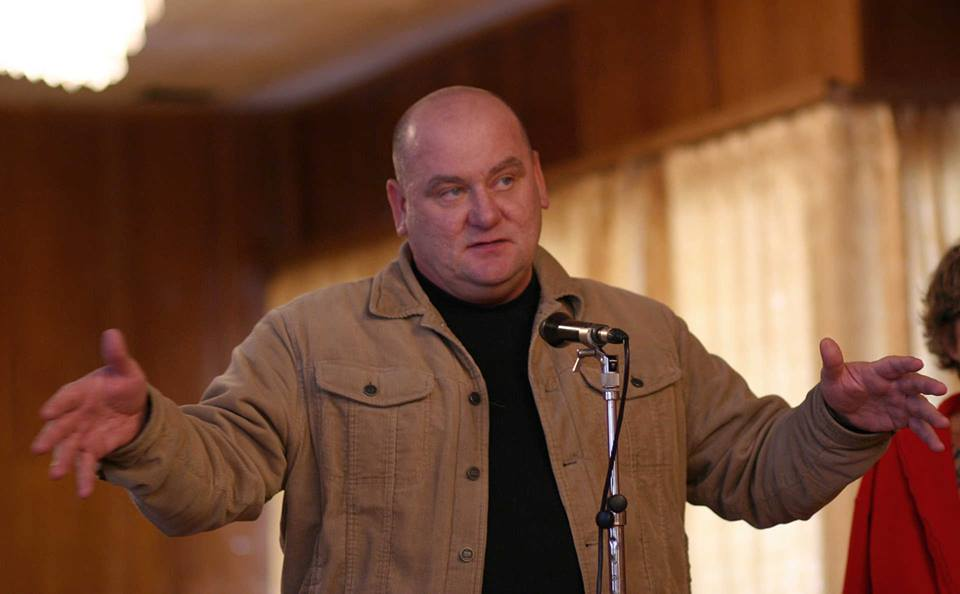
Андрей Осипов на встрече со зрителями

(Из интервью программного директора фестиваля неигрового кино «Россия» Инны Демежко агентству “Media Times”, Елене Степанчиковой)

## Фильмография

### Режиссёр
- 1994 — «Поединок»
- 1997 — «Голоса»
- 1999 — «Занесённые ветром»
- 2000 — «Et cetera»
- 2002 — «Охота на ангела, или Четыре любви поэта и прорицателя»
- 2004 — «Страсти по Марине»
- 2005 — «Первые на луне»
- 2013 — «Спасти и сохранить»
- 2014 — «Дом на главной улице»
- 2015 — «Коктебельские камешки»
- 2015 — «Вождём буду Я!»
- 2015 — «Упрямец Хуциев»[5]
- 2016 — «Забытые полёты»
- 2017 — «Восточный фронт»
- 2018 — «Параджанов Тарковский Антипенко. Светотени»
- 2020-2021 — «Вечная Отечественная», сериал (15 серий)
- 2020 — «Шаман»
- 2023 — «Фаза Луны»

## Награды
- Лауреат премии Правительства Российской Федерации (2005 год)
- Заслуженный деятель искусств Российской Федерации (2018 год)
- Медаль имени Михаила Чехова (2021 год, Дом русского зарубежья имени Александра Солженицына)

«Голоса» 1997 год
- Приз «Золотой штиль» на XXXXII МКФ в Сан-Франциско, США
- Приз молодёжного жюри, Диплом жюри на V российском кинофестивале «Литература и кино», Гатчина
- Гран-При I международного фестиваля документальных фильмов в Тайбее, Тайвань
- Гран-При VIII Открытого фестиваля неигрового кино «РОССИЯ», Екатеринбург
- Вторая премия по разделу неигрового кино на V кинофестивале «Святая Анна», Москва
- Приз за лучшую режиссуру им. Александра Сидельникова на VIII МКФ «Золотой Витязь» , Киев
- Приз «Серебряный кентавр» за лучший полнометражный фильм в национальном конкурсе на VIII международном фестивале «Послание к человеку» , Санкт — Петербург
- Гран-При «Скифский олень» за лучший фильм, Гран-При «Дон Кихот» Международной федерации киноклубов, Приз зрительских симпатий швейцарской фирмы «RAYMOND WELL», Приз Фонда имени Леонида Быкова на XXVIII МКФ «Молодость», Киев
- «Приз Европы» за лучший телевизионный фильм в категории «Young Europe», Берлин, Германия
- Специальный приз жюри на XXXIII МКФ в Карловых Варах , Чехия
- Диплом в номинации «Крымские кинообразы» ежегодного экранного фестиваля «Дни Ханжонкова в Ялте»
- Диплом фестиваля «WORLDFEST», Хьюстон, США

«Занесенные ветром» 1999 год
- Специальный приз жюри, Приз за лучшую операторскую работу на VIII международном телевизионном фестивале в Шанхае, Китай
- Приз «Серебряный кентавр» в национальном конкурсе, Приз «Серебряный кентавр» в международном конкурсе на X МКФ «Послание к человеку», Санкт — Петербург
- Приз за лучшую режиссуру имени Александра Сидельникова на IX международном кинофоруме «Золотой Витязь» , Москва
- «Приз Европы» за лучший телевизионный фильм Европы, Берлин, Германия
- Приз зрительских симпатий «Золотой зритель» на фестивале документальных фильмов «Ноев ковчег», Новороссийск
- Приз «Сталкер» на V международном правозащитном кинофестивале «Сталкер», Москва
- Диплом жюри на международном кинофестивале в Висбадене, Германия

«Et cetera…» 2000 год
- Диплом номинанта национальной премии «Лавр» в области неигрового кино и телевидения за лучший документальный кинофильм, Москва
- Диплом Российского Государственного архива кинофотодокументов «За высокохудожественное отражение действительности на экране с использованием кинопленки» на XI Открытом фестивале неигрового кино «РОССИЯ», Екатеринбург
- Приз «Общей газеты», Приз Института «Открытое общество» на VI международном правозащитном кинофестивале «Сталкер» , Москва
- Первый приз за лучший документальный фильм, Приз имени Марио Мариани на VШ МКФ короткометражных фильмов в Имоле, Италия
- Гран-при VII МКФ короткометражных фильмов в Драме, Греция
- Первый приз на VI МКФ короткометражных фильмов в Тегеране, Иран
- Приз радио-и телевещания Португалии (RTP) на МКФ короткометражных фильмов в Вила ду Конде, Португалия
- Почетный знак фестивального мемориала «Дни Ханжонкова в Ялте»
- Второй приз на XXXXVI МКФ в Вальядолиде, Испания
- Приз жюри за лучшую режиссуру на международном правозащитном кинофестивале "THE ONE World " в Праге, Чехия
- Приз жюри на VI фестивале СМИ "Вся Россия ", Санкт-Петербург
- Приз «Dusty Reel Award» за лучший документальный фильм на международном фестивале визуальных искусств «Mediawave» в Дьере, Венгрия
- Диплом номинанта Российской Академии кинематографических искусств «Ника» по разделу «Лучший неигровой фильм», Москва
- Приз «Серебряная звезда» на МКФ «Worldfest» в Хьюстоне, США
- Приз за лучший документальный фильм на МКФ короткометражных фильмов «Worldwide» в Торонто , Канада
- Гран-при V фестиваля мировоззренческого кино, Москва
- Диплом жюри фестиваля военного кино им. Ю. Н. Озерова, Тула

«Охота на ангела» 2002 год
- Национальная кинематографическая премия «Ника» Всероссийской Академии кинематографических искусств за лучший неигровой фильм
- Национальная кинематографическая премия «Золотой Орел» за лучший неигровой фильм Национальной Академии кинематографических искусств и наук России
- Специальный приз МКФ в Карловых Варах, Чехия
- Большой Приз жюри, Приз фонда Андрея Тарковского «За новые решения в кинорежиссуре», Приз «Слон» Гильдии кинокритиков и киноведов России, Приз читательского жюри на VIII Российском кинофестивале «Литература и кино», Гатчина
- Приз Дзиги Вертова на МКФ в Скремтоне, Пенсильвания, США
- Почетный знак фестивального мемориала «Дни Ханжонкова в Ялте»
- Приз «Золотая подкова» за режиссуру, Приз «Золотая подкова» за сценарий на П фестивале — смотре российских фильмов «Любить по-русски», Москва
- Приз «За лучший фильм-портрет» на МКФ фильмов об искусстве в Монреале, Канада
- Национальная премия «Лавровая ветвь» в области неигрового кино и телевидения в номинации «Лучший полнометражный неигровой фильм на кинопленке» и в номинации «Лучший по профессии — звукорежиссер»

«Страсти по Марине» 2004 год
- Национальная кинематографическая премия «Ника» Российской Академии кинематографических искусств за лучший неигровой фильм
- Приз «Золотой Витязь» за лучший документальный фильм на VIII международном кинофоруме «Золотой Витязь» , Иркутск
- Приз «Кентавр» за лучший полнометражный документальный фильм на XIV международном кинофестивале «Послание к человеку», Санкт-Петербург
- Приз имени Дзиги Вертова на X кинофестивале «Московский пегас», Москва
- Приз зрительских симпатий, Диплом Аукционного дома произведений искусств «Моби-арт-Татьянин день» «За пристальность взгляда» на XV Открытом фестивале неигрового кино «РОССИЯ», Екатеринбург
- Диплом номинанта Национальной премии «Лавр» в области неигрового кино и телевидения в номинации «Лучший неигровой фильм на кинопленке», Москва
- Диплом номинанта Национальной кинематографической премии «Золотой Орел» в номинации «Лучший неигровой фильм», Москва
- Диплом номинанта Национальной телевизионной премии «ТЭФИ» за лучший телевизионный фильм , Москва
- Приз «Золотой кадр» за цикл «Легенды Серебряного века», Приз «За лучший сценарий» на V международном кинофестивале фильмов «Кинолетопись», Киев
- Премия Правительства Российской Федерации в области культуры за 2005 год за трилогию «Легенды Серебряного века»

Художественный руководитель игрового фильма «Никто, кроме нас» (режиссер Сергей Говорухин) 2008 год
Фильм получил более десяти призов и наград на различных отечественных кинофестивалях
Соавтор сценария и сопродюсер игрового фильма «Иван сын Амира» (режиссер Максим Панфилов) 2013 год
Приз за лучший сценарий на XXXVII международном кинофестивале в Монреале , Канада
Фильм получил более десяти призов и наград на различных отечественных кинофестивалях
«Спасти и сохранить» 2013 год
- Приз за лучший фильм в номинации «Летопись России» на IV Международном кинофестивале «Свидание с Россией» , Тула
- Диплом Дома русского зарубежья имени Александра Солженицина «За киноисследование, искусно освещающее великие фигуры русской истории» на VII кинофестивале «Русское зарубежье», Москва
- Серебряная медаль Сергия Радонежского за лучшую режиссерскую работу на XVIII международном фестивале кино и телепрограмм «Радонеж», Москва
- Бронзовая медаль ХI международного фестиваля военного кино имени Ю. Н. Озерова, Тула
- Диплом жюри «За творческое решение образа исторических событий на материале уникальной кинохроники» на X международном фестивале военно-патриотического фильма «Волоколамский рубеж» им. С. Ф. Бондарчука , Волоколамск
- Специальный приз Президента XV международного православного кинофестиваля «Вечевой колокол», Краснодар

«Дом на главной улице» 2014 год
- Приз в номинации «Крым» на XI международном фестивале фильмов и телепрограмм «Победили вместе», Севастополь
- Диплом лауреата Московского межрелигиозного Фестиваля документального кино «Шаг навстречу» на VIII Московском Межконфессиональном Пасхальном марафоне, Москва
- Диплом Московского Фестиваля межрелигиозного кино «Шаг навстречу», Москва, 2019

«Коктебельские камешки» 2014 год
- Национальная кинематографическая премия «Ника» Российской Академии кинематографических искусств за лучший неигровой фильм
- Приз за лучший полнометражный фильм, Приз Российского Государственного архива кинофотодокументов в номинации «Фильм, достойный государственного хранения» на XXV Открытом фестивале документального кино «РОССИЯ», Екатеринбург
- Приз за лучший документальный фильм на XX международном фестивале фильмов о правах человека «Сталкер», Москва
- Приз за лучший сценарий на II международном Фестивале Небесного кино, Москва
- Приз «Бронзовый Витязь» на XXIV международном кинофоруме «Золотой Витязь», Севастополь
- Приз в номинации «Любовь» на II международном фестивале современного искусства и духовных фильмов «FRESCO» в Ереване, Армения
- Международная Волошинская премия «За вклад в культуру» за популяризацию русской культуры, Киммерии и Максимилиана Волошина, создание цикла фильмов, посвященных эпохе Серебряного века, и верность Коктебелю
- Национальная премия «Лавровая ветвь» в области неигрового кино и телевидения в номинации « Лучший неигровой кинофильм» и в номинации «Лучший по профессии — сценарист»

«Вождем буду Я!» 2015 год
- Диплом жюри, Приз читательского жюри на XXI Российском кинофестивале «Литература и кино», Гатчина
- Диплом жюри «За верность русской литературе» на Всероссийском фестивале документальных фильмов «Соль Земли», Самара
- Специальный диплом жюри «За вклад в культурную археологию» на VIII фестивале Российского документального кино в Нью-Йорке

«Упрямец Хуциев» 2015 год 
- Приз за лучший документальный фильм (III место) на VIII фестивале художественного и документального кино патриотической направленности «Человек, познающий мир», Симферополь

«Россия: 15 лет испытаний. 1985—1999». Полиэкранный фильм интерактивно-образовательного проекта «Россия. XXI век: вызовы времени и приоритеты развития» в Государственном центральном музее современной истории России 2016 год
«Забытые полеты» 2016 год
- Гран-при конкурса документальных фильмов, Приз зрительских симпатий «Выбор крымчан» на I международном кинофестивале «Евразийский мост», Ялта
- Приз зрительских симпатий на XXVII Открытом фестивале документального кино «Россия», Екатеринбург
- Специальный приз «Диплом I степени» Союза журналистов
- Красноярского края на I Красноярском международном кинофестивале, Красноярск
- Приз Прессы, Специальный Приз жюри «За вклад в развитие кинематографа» на XIII международном фестивале военно-патриотического фильма «Волоколамский рубеж», Волоколамск
- Диплом «Особое упоминание жюри» на XXI международном фестивале кино и телепрограмм «Радонеж», Москва
- Диплом «За многолетнюю исследовательскую работу в области документального кино и профессионализм в киноискусстве» на XIV международном фестивале документальных фильмов «Кинолетопись», Киев
- Диплом номинанта Национальной Академии кинематографических искусств и наук России «Золотой Орел» в номинации «Лучший неигровой фильм»
- Гран-при «Гранатовый браслет» XXIII Российского кинофестиваля «Литература и кино», Гатчина
- Приз за лучший документальный полнометражный фильм на III международном фестивале духовно-нравственного и семейного фильма «Святой Владимир», Севастополь

«Восточный фронт» 2017 год
- Диплом жюри «За высокохудожественную работу с кинохроникой» на XI Северокавказском фестивале кино и телевидения «Кунаки», Владикавказ
- Специальный приз «Слон» Гильдии киноведов и кинокритиков на XXIII международном кинофестивале о правах человека «Сталкер», Москва
- Диплом номинанта Российской академии кинематографических искусств «Ника» в номинации «Лучший неигровой фильм»
- Специальный приз жюри «За виртуозное использование хроники» XI открытого фестиваля документального кино «Человек и война», Екатеринбург
- Специальный приз жюри «Особый взгляд» на I Крымском открытом фестивале документального кино «КрымДок», Симферополь
- Приз «За лучший сценарий» на XIV Севастопольском международном фестивале документальных фильмов и телепрограмм «Победили вместе», Севастополь
- Главный приз в конкурсе неигрового кино на XXVI фестивале российского кино «Окно в Европу», Выборг
- Гран — при XI всероссийского открытого фестиваля документального кино «Соль земли», Самара
- Приз зрительских симпатий в неигровом кино на XII всероссийском фестивале исторических фильмов «Вече», Великий Новгород
- Царскосельская художественная премия, г. Пушкин
- Диплом корпорации The Review Corporation в категории «Лучшее режиссерское решение» на XI независимом фестивале документального кино RUSDOCFILMFEST-3W, Нью-Йорк
- III Приз жюри «За креативную переработку архивных материалов» на XII фестивале российских фильмов «Спутник над Польшей», Варшава

Параджанов Тарковский Антипенко. Светотени 2018 год
- Национальная кинематографическая премия «Ника» Российской Академии кинематографических искусств за лучший неигровой фильм
- Диплом жюри за лучшую операторскую работу на IV международном фестивале кино и телефильмов духовно-нравственного содержания «Святой Владимир», Севастополь
- Диплом жюри за лучший сценарий на XII Северокавказском открытом фестивале кино и телевидения «Кунаки», Махачкала
- Вторая премия «За лучшее документальное кино» на XV международном благотворительном кинофестивале «Лучезарный ангел», Москва
- Диплом жюри «За выдающееся изобразительное решение» на XXIV международном фестивале фильмов о правах человека «Сталкер», Москва
- Гран — при IX международного фестиваля туристических кинофильмов и телепрограмм «Свидание с Россией», Вологда
- Приз «Золотой диплом» «За духовную щедрость и преданность делу жизни» Оргкомитета XV Киевского международного фестиваля «Кинолетопись»
- Диплом номинанта премии Национальной Академии кинематографических искусств и наук России «Золотой Орел» в номинации «Лучший неигровой фильм»
- Гран — при XIV международного Сретенского православного кинофестиваля «Встреча», Обнинск
- Специальный приз Гильдии кинорежиссеров России на III Московском медиафестивале «Родина в сердце»
- Приз жюри имени Андрея Москвина за лучшую операторскую работу на XXV Российском кинофестивале «Литература и кино», Гатчина
- Приз зрительских симпатий «Выбор крымчан» на II Крымском открытом фестивале документального кино «КрымДок», Симферополь
- Диплом «За лучшую операторскую работу» на XXVIII Международном Кинофоруме «Золотой Витязь», Севастополь
- Диплом Государственного центрального музея кино на XVI международном фестивале военно-патриотического кино «Волоколамский рубеж», Волоколамск
- Диплом в номинации «Лучший оператор» на III-ем международном кинофестивале «Любовь в каждом сердце», Дзержинский
- Приз за лучший документальный фильм на XXVIII Открытом фестивале «Киношок», Анапа
- Диплом жюри «За сохранение традиций поэтического кино» на XII Открытом Всероссийском фестивале документальных фильмов «Соль земли», Самара
- Приз жюри «Best Cinematography» XII фестиваля Российского документального кино в Нью-Йорке «RUSDOCFILMFEST», Нью-Йорк
- Приз жюри за лучший документальный фильм III Открытого международного кинофестиваля «Влюбленные в искусство», Санкт-Петербург
- Специальный Приз жюри «За лучший документальный фильм» VI международного кинофестиваля «Золотая башня», Ингушетия
- Диплом Лауреата фестиваля документального кино «Небесный град и земное Отечество-2019» Всероссийского фестиваля «Бородинская осень», Можайск
- Главный приз «Бронзовая свеча» киноклуба «Русский путь» Дома русского зарубежья имени Александра Солженицына, Москва

Полиэкранный фильм «Исход» для экспозиции Музея Дома русского зарубежья имени Солженицына «Русское Зарубежье. Пути и судьбы. От изгнания к триумфу» 2019 год
Вечная Отечественная, документальный художественно-публицистический сериал (15 серий) 2020—2021 год 
1. Гитлер и его скромные друзья
2. Каннибальский план обустройства Востока
3. Эвакуация как сверхпроект
4. Дубина народной войны
5. Небо над русской землей
6. На воде и под водой
7. Миллион святых имен той войны
8. Аты-баты, шли с экрана в бой солдаты
9. Черные мифы о Красной армии
10. Непобедимая Япония на пути русского танка
11. Маршалы Победы
12. Нюрнберг: пересмотру не подлежит
13. Итоги Нюрнберга: попытка поэтапной отмены
14. Пусть русские знают: мы с ними
15. Великая Азия против самозваных ариев

- Приз Президента фестиваля на XVI севастопольском фестивале документальных фильмов и телепрограмм «Победили вместе», Севастополь
- Специальный приз Гильдии кинорежиссеров России на V медиафестивале патриотической тематики «Родина в сердце», Москва
- Приз и диплом «Российской газеты» «За мастерство в работе с кинохроникой» на III крымском открытом фестивале документального кино «КрымДок», Симферополь
- Приз Головы городского округа Самара на XIII Всероссийском фестивале документальных фильмов «Соль земли», Самара
- Приз в номинации «Лучшая режиссерская работа» на XXV Международном фестивале фильмов и телепрограмм «Радонеж», Москва
- Специальный приз жюри в конкурсе телевизионных документальных фильмов на XXXI Открытом фестивале документального кино «Россия», Екатеринбург
- Диплом за лучший сценарий в номинации «75-летие Великой Победы» на XI Международном фестивале туристических фильмов и телепрограмм «Свидание с Россией», Вологда
- Премия Министерства обороны РФ в области культуры и искусства
- Почетная грамота Министерства обороны РФ за оказание содействия в решении задач, возложенных на Вооруженные Силы Российской Федерации
- Серебряный диплом жюри «Международной киноассамблеи на Днепре», Днепр, Украина
- III-я премия в номинации «Документальное кино» на XIX Международном православном кинофестивале «Покров», Киев
- Диплом жюри VI Московского медиафестиваля патриотической тематики «Родина в сердце», Москва
- Специальный приз Республиканской независимой общественно- политической газеты «Крымская правда» «За открытие малоизвестной страницы в истории Великой Отечественной войны» на XIII Всероссийском кинофестивале, посвященном укреплению межнационального единства народов Российской Федерации «Человек, познающий мир», Симферополь
- Специальный приз жюри «За блестящее освещение событий Великой Отечественной войны» на XXVI Международном фестивале кино и телепрограмм «Радонеж», Москва
- Специальный диплом жюри «За сохранение живого слова памяти» на XVIII Международном кинофестивале «Лучезарный ангел», Москва Приз Союза кинематографистов России на VII Международном кинофестивале «Золотая башня», Назрань, Ингушетия

Шаман 2020 год  
- Приз «Лица России» «The Review Corporation» на XIII Международном независимом российско-американском фестивале документального кино «RUSDOKFILMFEST», Нью-Йорк
- Диплом жюри XIV фестиваля российских фильмов «Спутник над Польшей», Специальная награда директора Национальной фильмотеки — Аудиовизуального института Дариуша Веромейчика «За лучший фильм конкурса документальных фильмов» XIV фестиваля российских фильмов «Спутник над Польшей», Варшава
- Диплом номинанта премии Национальной Академии кинематографических искусств и наук России «Золотой Орел» в номинации «Лучший неигровой фильм»

 Фаза Луны 2023 год
- Национальная премия в области кинематографии «Золотой Орел» за «Лучший неигровой фильм»
- Диплом жюри «За сохранение культурного наследия» на XIII Международном кинофестивале «Свидание с Россией», Вологда
- Приз жюри «История в кадре — новые грани» на XVIII Международном кинофестивале имени В. В. Меньшова «Победили вместе», Волгоград
- Гран-при, Специальный диплом компании «Триколор ТВ» на VI Крымском открытом фестивале документального кино «КрымДок», Симферополь
- Приз Главы администрации муниципального образования «Город Саратов» — «Из Саратова с любовью» на XX Международном кинофестивале документальной мелодрамы «Саратовские страдания», Саратов
- Диплом жюри в номинации «Лучший документальный фильм» на VII Международном Русском кинофестивале, Москва
- Специальное упоминание Председателя жюри конкурса неигровых картин на XVII Международном кинофестивале «Русское Зарубежье», Москва
- Главный приз в номинации «Лучший документальный фильм до 60 минут» на XV Международном кинофестивале «Северный характер», Мурманск
- Диплом лауреата в номинации «Лучший сценарий» на XXXVIII Международном фестивале кинофильмов и телепрограмм «Радонеж», Москва
- Приз «За многолетний подвижнический труд в кино, честь и достоинство в профессии» на XVII Международном кинофестивале «Соль земли», Самара

Свидетели Великой Победы 2025 год
Документальный фильм к 80-летию Победы в Великой Отечественной войне для выставки «Свидетели Великой Победы» в мультимедийном историческом парке «Россия — моя история» в рамках федерального проекта «Шедевры военных музеев России» (Москва, ВДНХ и еще в 25 городах России) 